# Stara Zblicha
Stara Zblicha [pronunciación en polaco: /ˈstara ˈzblixa/] es un pueblo ubicado en el distrito administrativo de Gmina Płoniawy-Bramura, dentro del Condado de Maków, Voivodato de Mazovia, en el este de Polonia central.